# Куотермасс и колодец (фильм)
«Куотермасс и колодец» (англ. Quatermass and the Pit) — кинофильм режиссёра Роя Уорда Бейкера, вышедший на экраны в 1967 году. Фильм основан на одноименном телесериале, показанном на канале BBC Television в конце 1958 — начале 1959 года. Лента является третьим полнометражным фильмом о приключениях профессора Куотермасса и входит в серию классических фильмов ужасов, снятых британской студией Hammer.

## Сюжет
Во время строительных работ в лондонском метро рабочие обнаруживают несколько древних скелетов. Палеонтолог доктор Рони оценивает их возраст приблизительно в 5 млн лет, что делает находку ценным источником информации по эволюции человека. Однако при дальнейших археологических раскопках обнаруживается большой гладкий предмет, похожий на неразорвавшийся снаряд. На место раскопок прибывает подразделение саперов. Поскольку природа объекта ставит их в тупик, саперы решают пригласить известного эксперта полковника Брина из Ракетной группы, возглавляемой профессором Куотермассом. Последний также прибывает на место раскопок и сразу же оказывается заинтригован находкой. На основе данных о глубине залегания древних черепов и загадочного предмета высказывается предположение, что этот «снаряд» имеет возраст по крайней мере в 5 млн лет...

## В ролях
- Эндрю Кейр — профессор Бернард Куотермасс
- Джеймс Дональд — доктор Мэттью Рони
- Барбара Шелли — Барбара Джадд
- Джулиан Гловер — полковник Джеймс Брин
- Данкан Лэмонт — Слэдден
- Брайан Маршалл — капитан Поттер
- Питер Копли — Хоуэлл
- Эндрю Ричфелд — министр